# Thomas Andrew Low
Pour les articles homonymes, voir Thomas Low et Low.
John Lorn McDougall (12 mars 1871-9 février 1931) est un homme politique canadien de l'Ontario. Il est député fédéral libéral de la circonscription ontarienne de Renfrew-Sud de 1908 à 1912 et de 1921 à 1925.

## Biographie
Né dans la ville de Québec au Québec, Low étudie à Pembroke et devient manufacturier à Renfrew en Ontario. Il exerce la fonction de président de la Renfrew Flour Mills, de la Renfrew Electric Products, de la Renfrew Refrigerator Company, de la Renfrew Manufacturing Company et de la British Canadian Export Company.
Élu en 1908, il est réélu en 1911 mais démissionne peu de temps après. De retour en 1921, il remporte l'élection partielle, en 1923, organisée en raison de son acceptation d'une charge rétribuée par la couronne. Il est défait en 1925 et à nouveau en 1930.
Durant sa carrière parlementaire, il est ministre sans portefeuille de 1921 à 1923 et ministre du commerce de 1923 à 1925 dans le cabinet de Mackenzie King.